# Eduardo Carimo
Eduardo Carimo foi músico e instrumentista Moçambicano, nascido na província da Zambézia, se notabilizou pelo seu espirito critico virado para a sociedade. Radicado na cidade de Maputo lançou vários álbuns dos quais o Ela me ama foi o mais tocado. É considerado o autor da primeira composição Rap de Moçambique com o titulo Temos que ir a escola.